# Ростех
Госуда́рственная корпора́ция «Росте́х» — российская государственная корпорация, созданная в конце 2007 года для содействия в разработке, производстве и экспорте высокотехнологичной промышленной продукции гражданского и военного назначения.
На данный момент в составе Ростеха более 800 научных и производственных организаций в 60 регионах страны.
Ключевые направления деятельности корпорации — авиастроение, машиностроение, радиоэлектроника, медицинские технологии, инновационные материалы и др.
По состоянию на 2021 год продукция концерна поставлялась более чем в 100 стран мира. Почти треть выручки обеспечивал экспорт высокотехнологичной продукции.

## История

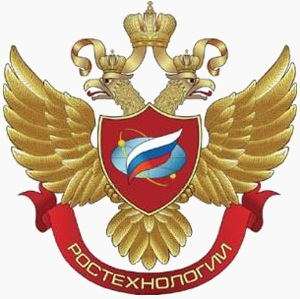
Логотип ГК «Ростехнологии»
(2007—2009)

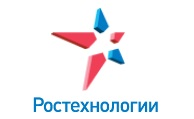
Логотип «Ростехнологии»
(2009—2012)

23 ноября 2007 года президент России Владимир Путин подписал федеральный закон о создании государственной корпорации «Ростехнологии».

В 2008 году был подписан указ президента РФ, по которому госкорпорации передано 443 предприятия. Общая задолженность данных организаций составляла 630 млрд рублей. 148 предприятий были в предкризисном и кризисном состоянии, 28 — в стадии банкротства, 17 предприятий не осуществляли хозяйственную деятельность, 27 частично утратили своё имущество либо имели значительный риск его утраты. На предприятиях были разрушены производственные цепочки, изношены основные фонды, ощущалась острая потребность в эффективном менеджменте, так как руководители конфликтовали друг с другом.
Для решения этих проблем было необходимо учреждение отдельной государственной структуры. «Создание госкорпораций для России в тот момент было единственным выходом для сохранения компаний и вообще целых отраслей, целых направлений», — подчеркнул глава авиакластера Ростеха Анатолий Сердюков в интервью РБК.
С 2009 по 2011 год выручка Ростеха выросла на 60 % — до 817 млрд. Выработка на одного сотрудника Корпорации увеличилась почти в 2 раза (в 2009 она не превышала 1 млн рублей.
В 2012 году наблюдательный совет корпорации принял решение об оптимизации структуры Ростеха и сокращении числа холдингов с 17 до 13.
В декабре того же года было объявлено о ребрендинге Ростеха. Изменился фирменный стиль корпорации. Появился новый логотип и слоган «Партнёр в развитии».
В 2014 году окончен первый этап реформы корпоративного управления: сформированы обновлённые советы директоров с участием независимых директоров, разработаны и утверждены обновлённые типовые уставы холдинговых компаний Корпорации.
В 2015 году наблюдательный совет Ростеха утвердил Стратегию развития до 2025 года. Основная задача — изменить российскую экономическую модель за счёт увеличения доли высокотехнологичной гражданской продукции и несырьевого экспорта. В 2019 году Стратегия была обновлена в связи с вхождением в состав Ростеха Объединённой авиастроительной корпорации (ОАК) и переходом на международные стандарты финансовой отчётности.
К 2017 году стоимость активов Ростеха выросла с 1 трлн рублей до 3 трлн рублей. Производство гражданской продукции с момента основания корпорации выросло на 10 % или в абсолютном выражении — почти в 4 раза. Выручка по всему контуру госкорпорации выросла с 511 млрд рублей в 2009 году до почти 1,5 трлн рублей в 2017 году. Продукция на экспорт поставляется в 70 стран мира. На старте объём военного экспорта составлял порядка 6 млрд долларов, а в 2017 году — уже 13 млрд долларов, то есть рост за 10 лет — двукратный.
В 2018 году в состав Ростеха вошла Объединённая авиастроительная корпорация (ОАК). Корпорация успешно обеспечила инфо-телекоммуникационную инфраструктуру Чемпионата мира по футболу.
В 2020 году важным направлением стало производство продукции, направленной на борьбу с коронавирусом: медтехники, средств индивидуальной защиты и контроля, лекарств. Значимыми событиями года стали первые полёты пассажирского авиалайнера МС-21-310 с новыми российскими двигателями ПД-14 и регионального самолёта Ил-114-300, создание прототипа базовой станции 5G и ввод в строй современных комплексов по переработке отходов. Выручка Корпорации составила порядка 1,9 трлн руб. Консолидированная чистая прибыль − 111,2 млрд рублей.
Самой громкой премьерой Ростеха в 2021 году стал новый лёгкий одномоторный истребитель Checkmate. Также разработка Ростеха, «КОВИД-глобулин», стала первым в мире зарегистрированным лекарством такого типа против COVID-19.
С 2014 по 2021 год выручка Ростеха на фоне конфликта в Украине от реализации продукции гражданского и двойного назначения выросла с 316 до 928 миллиардов рублей.
C 2022 по 2023 год Ростех, по информации главы предприятия, увеличил производство танков в семь раз, лёгкой бронированной техники (БМП, БМД, БА) — в 4,5 раза, РСЗО и артиллерии в 2,5 раза, боеприпасов и отдельных видов вооружений в 60 раз.
В 2023 году общая выручка Ростеха составила около 2,9 трлн руб., 1 трлн из которых — её гражданская часть.
Рост по сравнению с 2022 годом:
- производство и капремонт танков — в 3,5 раза;
- выпуск снарядов для бронемашин — в 9 раз;
- выпуск боеприпасов для ствольной артиллерии — в 6 раз;
- выпуск боеприпасов для РСЗО — в 8 раз;
- выпуск САУ — в 10 раз;
- выпуск миномётов в 20 раз;
- РСЗО — в два раза.

Минобороны поставлены: самолёты Су-57, Су-35С, Су-34, Су-30СМ2, Ил-76МД-90А и Як-130; вертолёты Ка-52М, Ми-28НМ; танк Т-90 «Прорыв»; комплекс артразведки «Пенициллин».

## Состав
Объединяет более 800 научных и производственных организаций в 60 регионах страны, объединённых в 15 холдингов. Ключевые направления деятельности — авиастроение, радиоэлектроника, медицинские технологии, инновационные материалы и др. В портфель корпорации входят такие известные бренды, как АВТОВАЗ, КАМАЗ, ОАК, «Вертолёты России», ОДК, Уралвагонзавод, «Росэлектроника», «Швабе», Концерн Калашников и др.

## Задачи
Корпорация была создана для содействия разработке, производству и экспорту высокотехнологичной промышленной продукции путём обеспечения поддержки на внутреннем и внешнем рынках российских организаций — разработчиков и производителей высокотехнологичной промышленной продукции, организаций, в которых Корпорация в силу преобладающего участия в их уставных капиталах в соответствии с заключёнными между ними договорами или иным образом имеет возможность влиять на принимаемые этими организациями решения, путём привлечения инвестиций в организации различных отраслей промышленности, включая оборонно-промышленный комплекс, а также участия в социальных и иных общественно значимых проектах в интересах государства и общества.

## Деятельность

#### Основные виды деятельности
- промышленное производство;
- научные исследования и разработки;
- разработка, производство и модернизация вооружения, военной и специальной техники (ВВСТ);
- послепродажное обслуживание, ремонт и утилизация ВВСТ;
- разработка, производство и сервисное обслуживание промышленной продукции гражданского назначения.

#### Основная продукция
- самолёты военного и гражданского назначения в том числе беспилотные;
- вертолёты военного и гражданского назначения в том числе беспилотные;
- авиационные двигатели, авиационные агрегаты и приборы,
- бортовое радиоэлектронное оборудование, парашютные системы;
- оперативно-тактические ракетные комплексы, реактивные системы залпового огня;
- комплексы ПВО ближнего действия;
- стрелковое оружие и средства ближнего боя;
- боеприпасы и пиротехническая продукция;
- оптико-механические и оптико-электронные приборы;
- автоматизированные системы управления, средства связи, радиотехнической и радиолокационной разведки, радиоэлектронного противодействия системам связи и управления;
- системы и средства шифровальной техники;
- техника радиоэлектронной борьбы и средства государственного опознавания;
- изделия электронной компонентной базы и электровакуумные приборы;
- грузовые автомобили в том числе беспилотные;
- легковые автомобили.

## Финансовые показатели
- 2008 год — общая задолженность входящих в корпорацию организаций составляла 630 млрд рублей.
- 2009 год — выручка составила 511 млрд рублей, налоговые выплаты в бюджеты всех уровней — 62 млрд рублей, выработка на одного работника не превышала 1 млн рублей.
- 2010 год — выручка составила 633 млрд рублей, налоговые выплаты в бюджеты всех уровней — 76 млрд рублей, консолидированный финансовый результат организаций корпорации впервые стал положительным, чистая прибыль по итогам года — 15 млрд рублей.
- 2011 год — выручка составила 817 млрд рублей. Выработка на одного сотрудника корпорации увеличилась почти в 2 раза.
- 2012 год — выручка составила 931 млрд рублей, чистая прибыль — 38,5 млрд рублей, экспортная выручка достигла 225 млрд рублей, ГОЗ — 196 млрд рублей.
- 2013 год — выручка составила 1 трлн рублей, чистая прибыль — 40 млрд рублей.
- 2014 год — выручка составила 964,5 млрд рублей, консолидированная прибыль — 33,9 млрд рублей, выработка на одного сотрудника — 2,176 млн рублей.
- 2015 год — выручка составила 1,14 трлн рублей, консолидированная прибыль — 99 млрд рублей, выработка на одного сотрудника — 2,564 млн рублей.
- 2016 год — выручка составила 1,266 трлн рублей, консолидированная прибыль — 88 млрд рублей, выработка на одного сотрудника — 2,793 млн рублей.
- 2017 год — выручка составила более 1,5 трлн рублей, объём военного экспорта — 13 млрд долларов.
- 2018 год — выручка превысила 1,6 трлн рублей, чистая прибыль — на уровне 127 млрд рублей.
- 2019 год — выручка составила 1,77 трлн рублей, чистая прибыль — 179,2 млрд рублей.
- 2020 год — выручка составила 1,9 трлн рублей, чистая прибыль — 111,2 млрд рублей.
- 2021 год — выручка составила 2,06 трлн рублей. Выработка на одного сотрудника — 3,5 млн рублей.

## Рейтинги
- Рейтинговое агентство АКРА в 2018 году присвоило корпорации рейтинг AAA(RU) со стабильным прогнозом. С тех пор рейтинг ежегодно подтверждается (2019-2025)[29].
- Рейтинговое агентство «Эксперт РА» в 2018 году присвоило корпорации рейтинг ruAAA со стабильным прогнозом. С тех пор рейтинг ежегодно подтверждается (2019-2025)[30].

## Ребрендинг
Зимой 2012 года Ростех объявил о ребрендинге корпорации. Были изменены название, логотип, слоган. Прежнее название «Ростехнологии» сменили на ныне привычное «Ростех» (латиницей — Rostec). Новым логотипом корпорации стал открытый квадрат, символизирующий окно в мир и рамку фокуса. Он выражает философию слогана корпорации «Партнёр в развитии».
«Коммуникации и бренд всё больше влияют на формирование добавленной стоимости продукции. Международный бренд необходим для привлечения мировых технологических и финансовых лидеров, успешной реализации стратегии корпорации, повышения её капитализации», — прокомментировал событие гендиректор Ростеха Сергей Чемезов.
Проект ребрендинга реализовали центр стратегических коммуникаций «Апостол» и основатель и совладелец британского агентства Winter Илья Осколков-Ценципер. Графический дизайн осуществляла группа под руководством Хэйзл Макмиллан (Hazel Mcmillan). Среди её последних проектов — оформление самолётов British Airways. Разработкой сайта занималось британское агентство SomeOneElse, специалисты которого участвовали в проектах HSBC, Land Rover, BBC.

## Стратегия развития до 2025 года
В декабре 2015 года наблюдательный совет Ростеха утвердил стратегию развития до 2025 года. Главные цели — ежегодный рост выручки на уровне 17 %, увеличение производства гражданской продукции до уровня выше 50 % от общего объёма, экспансия на новые быстрорастущие рынки и выход в топ-10 промышленных компаний мира. В 2019 году стратегия была актуализирована в связи с вхождением в её состав Объединённой авиастроительной корпорации (ОАК). Обновление стратегии развития также связано с переходом Госкорпорации на международные стандарты финансовой отчётности.

## Ключевые проекты

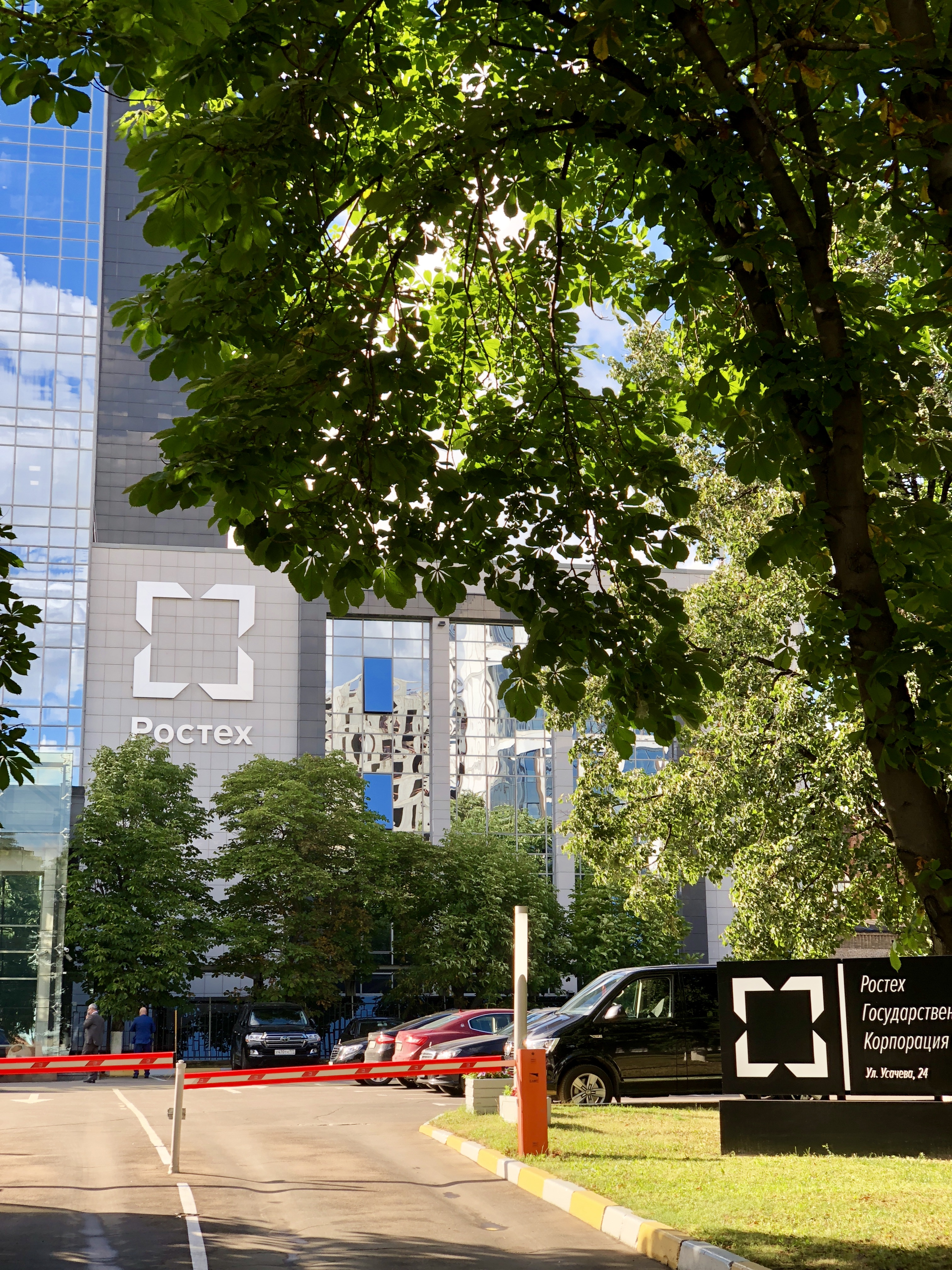
Офис в Москве

### Авиация
МС-21 — среднемагистральный пассажирский самолёт с максимальной дальностью полёта до 6,400 км, ориентированный на самый массовый сегмент мирового рынка авиалайнеров. Самый просторный из узкофюзеляжных самолётов в мире. За счёт увеличенного диаметра фюзеляжа МС-21 авиакомпании смогут подбирать оптимальное для них соотношение «ширина подушки кресла/ширина прохода». В 2024 году планируется начать поставки МС-21 с российским двигателем ПД-14, который заменит американский PW1431G.
SSJ 100 — старое название SSJ NEW. Sukhoi Superjet 100 — российский узкофюзеляжный ближнемагистральный региональный пассажирский самолёт с максимальной дальностью полёта до 4,578 км и с максимальным импортозамещением иностранных комплектующих российскими. По словам генерального директора Ростеха Сергея Чемезова, в новом «Суперджете 100» замене подвергнутся порядка 97 % иностранных компонентов. Главным новшеством в SSJ 100 станет российский двигатель ПД-8 (Перспективный Двигатель-8).
ПД-8 (Перспективный Двигатель-8) — самый «младший» в линейке разрабатываемых Ростехом авиационных двигателей, он предназначен для ближнемагистральных лайнеров. Создаётся широкой кооперацией предприятий ОДК (Объединённой двигателестроительной корпорацией) для самолёта SSJ 100. В конструкции силовой установки применены технологии, отработанные при создании двигателя ПД-14, который предназначен для среднемагистральных лайнеров.
ПД-14 — первый турбовентиляторный двигатель, созданный в современной России. Они будут впервые установлены на новейший российский лайнер МС-21 310. Первые наземные испытания ПД-14 прошли в 2012 году, первые лётные — в 2015 году. В 2018 году Росавиация выдала двигателю сертификат типа, подтверждающий готовность изделия к серийному производству и эксплуатации.
ПД-35 — семейство турбореактивных двигателей пятого поколения в диапазоне тяги 24-38 тс для перспективных двухдвигательных широкофюзеляжных пассажирских и транспортных дальнемагистральных самолётов. Проект российского перспективного двухконтурного турбовентиляторного двигателя сверхбольшой тяги. В частности, рассматривается применение таких силовых установок на двухдвигательной модификации российского широкофюзеляжного лайнера Ил‑96-400М.
Новый Ил-114-300 — региональный самолёт, должен стать заменой советскому аналогу, самолёту Ан-24. Самолёт рассчитан на 68 пассажиров. Дальность полёта — 1400 км (с максимальным количеством пассажиров) или 5000 км (с максимальным запасом топлива). На Ил-114 установлены турбовинтовые новые двигатели ТВ7-117СТ-01. Они разработаны ещё одной компанией «Ростеха» — ОДК (Объединённой двигателестроительной корпорацией). Эти силовые установки оборудованы новыми винтами изменяемого шага. Преимущество турбовинтовых самолётов в том, что у них короткая дистанция взлёта и посадки. Благодаря этому их можно применять на аэродромах с короткой ВПП и даже с грунтовки.
«Ансат» − первый российский вертолёт, полностью сконструированный и построенный в постсоветское время. Лёгкая многоцелевая машина. Может менять своё назначение с помощью съёмного оборудования: от доставки грузов и перевозки пассажиров до экстренной медицинской помощи. Медицинские вертолёты «Ансат» поставляются в регионы России наряду с Ми-8/17 в рамках государственной программы развития санитарной авиации.
Ка-62 — российский перспективный многоцелевой вертолёт, разработанный на основе военной модификации Ка-60. Он предназначен для перевозки пассажиров, офшорных работ, экстренной медицинской помощи, воздушных работ и наблюдения, транспортировки грузов внутри кабины и на внешней подвеске, патрулирования и экологического мониторинга. Благодаря большой высоте практического потолка и высокой тяговооружённости двигателей Ка-62 также может осуществлять поисково-спасательные и эвакуационные работы в горных районах.
Ми-171А3 − первый российский специализированный офшорный вертолёт для обслуживания морских буровых платформ. Он был создан для разработки нефтяниками арктического шельфа, где работа налагает высокие требования к безопасности полётов и системам спасения. Активные работы по созданию машины стартовали в 2018 году. В 2021 году вертолёт стал одной из ключевых новинок авиасалона МАКС.
Согласно программе, утверждённой президентом РФ Владимиром Путиным, до 2030 года ГК «Ростех» должна произвести более 500 судов для гражданской авиации. Среди них них: МС-21 — 270, «Superjet −100» — 142 самолёта, Ту-214 — 115. В конце 2023 года, согласно данным гендиректора Сергея Чемезова, в разных степенях готовности находилось 18 самолётов МС-21. К 2029 году компания должна выйти на производство 72 самолётов в год.

### Автомобильная техника
Поколение К5 — новое поколение грузовиков КАМАЗ. Седельный тягач КАМАЗ-54901 — флагман завода, разработанный для магистральных перевозок. Это первая ласточка в линейке премиум-грузовиков поколения K5. Серийное производство машин нового семейства началось уже в первой половине 2022 года, однако оно было приостановлено из-за того, что поставляющие комплектующие для них немецкие фирмы Daimler Truck AG, ZF Sachs и Liebherr в одностороннем порядке разорвали контракты с КАМАЗом в связи с антироссийскими санкциями. К январю 2023 года завод планирует полностью локализовать производство грузовиков серии К5.
Беспилотные грузовики — в 2019 году началось тестирование беспилотного грузовика КамАЗ-4308, который будет перевозить комплектующие для собираемых машин в периметре промышленной площадки завода. Проект получил название «Одиссей». В 2020 году успешно прошли испытания беспилотных грузовых автомобилей КАМАЗ в Ямало-Ненецком автономном округе в сложных природно-климатических условиях Заполярья. Машины безаварийно преодолели 2,5 тыс. км. Как отметили участники проекта, главное преимущество беспилотников — неограниченная работоспособность.
KAMAZ-6282 — российский низкопольный электробус совместной разработки НЕФАЗ и КАМАЗ, созданный по техзаданию «Мосгортранса». Литий-ионный аккумулятор ёмкостью 33 кВт*ч и электродвигатель мощностью 80 кВт позволяют развить скорость до 150 км/ч и проехать до 70 км без подзарядки. Скорость полного заряда батареи в обычном режиме — 6 часов, в ускоренном — всего 20 минут. Серийный выпуск этих машин стартовал в 2018 году. В этом же году электробусы вышли на маршруты столицы. В 2022 году в Москве по данным Дептранса на 68 маршрутах работают 1000 электробусов. Также госкорпорация развивает и зарядную инфраструктуру. Электрозарядные станции Ростеха сегодня установлены более чем в 30 регионах России. В общей сложности это свыше 160 станций постоянного и переменного тока.
КАМАЗ-6290 — водородный электробус КАМАЗа. Полная масса машины составляет 19 тонн. При таком весе и мощностью водородной энергоустановки в 45 кВт, максимальная скорость движения составляет 80 км/ч. Как и электробус, водоробус может работать при температуре от −40 до +40 градусов. Но его главное преимущество перед электробусом — это запас хода. Водоробус может проехать без подзарядки до 250 км, в то время как электробус — 70 км. Таким образом, новинку можно использовать на маршрутах даже междугороднего сообщения. Первый водородный электробус начнут обкатывать в столице уже в 2022 году. На улицы Москвы выйдет опытный образец водоробуса КАМАЗ. В то же время будет решаться вопрос о создании необходимой зарядной инфраструктуры. Только после этого новые экологичные водоробусы смогут полноценно работать на московских маршрутах.

### Электроника
Оборудование для аэропортов — современное радиолокационное оборудование для аэропортов в контуре Ростеха разрабатывает и производит холдинг «Росэлектроника». Этой продукцией уже оснащён ряд аэропортов России. В 2021 году радиолокаторы АОРЛ-1АС были установлены в аэропортах Абакана, Севастополя, Челябинска, устройства АОРЛ-1АМ работают в аэропортах Мурманска и Салехарда. Радиолокаторами АОРЛ-1АС и АОРЛ-1АМ были оснащены аэропорты Орска, Батагая и Перми. Локатор АОРЛ-1АС установлен также в аэропорту «Бельбек» (Севастополь).. Радиолокаторы могут контролировать воздушные суда на расстоянии до 160 км по первичному каналу связи и до 400 км — по вторичному. Всего в 2021 году в рамках участия в программах модернизации аэродромной инфраструктуры Ростех оснастили новым радиолокационным оборудованием 10 российских аэропортов регионального назначения.
Отечественная базовая станция 5G — функциональный макет отечественной базовой станции 5G, построенный на российской электронно-компонентной базе, «Росэлектроника» представила в январе 2022 года. Первые поставки базовых станций 5G для тестирования в пилотных зонах планируются в 2023 году. Серийное производство планируется начать в 2024 году. Заказчиками оборудования станут операторы мобильной связи, а также крупные производственные компании.
Полностью отечественный тепловизор с системой охлаждения — такие приборы используются в самых разных областях — от научных исследований и контроля технологических процессов до охранных систем и военной техники. Аппаратура уверенно распознаёт объекты на расстоянии не менее 3500 м даже в широком поле зрения 10,5*7,8 градусов. В составе Ростеха разработку нового устройства ведёт предприятие дочернего холдинга «Росэлектроника» — ЦНИИ «Циклон».
Трастфон AYYA T1 на ОС «Аврора» — мобильное устройство с российской операционной системой предназначено для применения в компаниях и организациях, уделяющих особое внимание вопросам информационной безопасности. Особенность трастфона AYYA T1 — аппаратная функция отключения камер и микрофонов, которая обеспечивает повышенный уровень приватности.

### Медицинское производство
«КОВИД-глобулин» — разработка холдинга «Нацимбио», специфический иммуноглобулин, предназначенный для лечения новой коронавирусной инфекции. Он создан на основе плазмы крови людей, уже перенёсших COVID-19, и содержит антитела к коронавирусу. Принцип действия «КОВИД-глобулина» основан на свойстве антител нейтрализовывать актуальные, то есть циркулирующие в данный момент, штаммы коронавируса. Антитела связываются с белком на поверхности вируса, не позволяя ему проникать в клетки, и блокируют тем самым его распространение в организме. По итогам исследований препарат «КОВИД-глобулин» получил постоянное регистрационное удостоверение Минздрава России. Это первый в мире зарегистрированный лекарственный препарат специфического антиковидного иммуноглобулина.
Аппарат АИВЛ-01 — разработка холдинга «Швабе» предназначена для проведения искусственной вентиляции лёгких взрослых и детей старше одного года в отделениях интенсивной терапии и реанимации. Особенность прибора — в наличии модуля электроимпедансной томографии. Этот метод основан на регистрации уровня электропроводности внутренних органов человека. Показатель в полной мере отражает функциональное состояние органов пациента и помогает находить патологии за счёт того, что поражённые участки отличаются от нормальных тканей по электропроводности. Российских аналогов устройства на данный момент не существует.
OLIMP — мобильная система для рефракционной хирургии глаза с помощью твердотельного импульсного наносекундного лазера. Серийный выпуск этих устройств ведёт Рыбинский завод приборостроения холдинга «Росэлектроника». Одним из важных отличий установки OLIMP от её аналогов являются компактные размеры, сравнительно небольшой вес и модульная конструкция. Они обеспечивают мобильность системы — всю установку можно перемещать как в пределах здания, так и транспортировать в другие клиники. Всё, что нужно для начала работы офтальмолога и команды — это стандартная операционная. Система разворачивается за несколько часов и может быть готова к работе.
Универсальный бактериофаг — лекарственный препарат, позволяющий одной капсулой заменить приём комплекса традиционных противомикробных средств от инфекционных заболеваний. Действие препарата, в отличие от традиционных противомикробных средств, включая антибиотики, основано на адресном уничтожении исключительно вредоносных клеток возбудителя. Бактериофаги не затрагивают «полезную» для организма микрофлору и не обладают побочным действием, что исключает возможность дисбактериоза и появления осложнений в работе жизненно-важных органов: печени, почек, кишечника. После уничтожения патогенных бактерий препарат полностью выводится из организма естественным путём.
В феврале 2025 года государственная корпорация «Ростех» объявила о создании первой российской вакцины против дифтерии, столбняка и коклюша. Препарат прошёл клинические исследования с участием 436 добровольцев в возрасте от 18 до 60 лет, подтвердивших его безопасность и эффективность. Производство вакцины планируется на заводе в Перми, а её внедрение в клиническую практику состоится после запуска серийного производства.

### Гособоронзаказ
В работах по исполнению ГОЗ участвуют около 350 предприятий Ростеха. Госкорпорация поставляет бронетанковую технику, ракетные комплексы различного назначения, стрелковое оружие, боеприпасы и другая продукция. На Ростех приходится примерно 40 % всего объёма гособоронзаказа Российской Федерации. Всего Ростех поставляет свыше 400 типов вооружений и военной техники.
В 2021 году корпорация приступила к первым поставкам серийных партий танков нового поколения Т-14 «Армата». В перечне поставок также танки Т-90М «Прорыв», зенитные ракетно-пушечные комплексы «Панцирь-С1», автоматы АК-12, пистолеты «Удав» и многое другое.
По словам индустриального директора комплекса вооружений Ростеха Бекхана Оздоева, традиционно уровень исполнения — высокий, близко к 100 %.
Т-14 «Армата» — российский основной боевой танк с необитаемой башней, на базе универсальной гусеничной платформы «Армата». Машина стала первым танком, созданным специально под задачи так называемых сетецентрических войн. То есть Т-14 воюет не один, а в составе тактической группы, которая постоянно находится в режиме взаимодействия и управляется через единую систему. В группу могут входить тяжёлые БМП, САУ, танки Т-90, ударные вертолёты, а Т-14 в этом звене отводится роль разведчика, целеуказателя и корректировщика огня. Мощность двигателя танка составляет 1500 л. с., при этом максимальная скорость по шоссе — 75-80 км/ч, а запас хода — 500 км. Т-14 «Армата» оснащён 125-мм пушкой и одним танковым пулемётом Калашникова. Также танк оборудован новейшим комплексом активной защиты «Афганит», который может как физически уничтожать цели, так и выводить их из строя. В декабре 2021 года в Ростехе сообщили о запуске серийного производства танка Т-14 «Армата».
Т-90М «Прорыв» — самая совершенная машина в семействе Т-90 и наиболее приспособленная к условиям современного боя. Танк оборудован высокоавтоматизированной системой управления огнём «Калина» и 125-мм гладкоствольной пушкой 2А46М-4. Для защиты от огня противника машину оснастили противокумулятивными решётчатыми экранами и комплексом динамической защиты «Реликт». Особенностью Т-90М является единая система управления тактическим звеном (ЕСУ ТЗ). Она позволяет танку участвовать в боевых действиях, будучи интегрированным в командную информационно-коммутационную сеть. Т-90М — самый массовый в мире серийно выпускаемый танк, стоящий на вооружении целого ряда стран.
«Панцирь-С1» — универсальный зенитный комплекс для всех родов войск, обеспечивающий защиту оборонных объектов от всех типов современных и перспективных средств воздушного нападения — высокоточного оружия и авиации. Оснащён многоканальной системой захвата и сопровождения целей. Он способен поражать воздушные цели, летящие на скорости до 1000 м/с, на дистанции от 200 м до 20 км. Модернизированный «Панцирь-СМ» получил новый радар, который обеспечивает повышенную дальность обнаружения аэродинамических целей — до 75 км. Дальность поражения комплекса увеличена до 40 км. Такие ЗРПК применяются для охраны российской авиабазы Хмеймим в Сирии и неоднократно успешно отбивали налёты самодельных беспилотников боевиков, которые из-за своих малых размеров и небольшой скорости являются сложными для поражения целями.
Ка-52 «Аллигатор» — боевой разведывательно-ударный вертолёт разработки конструкторского бюро «Камов». Аппарат развивает максимальную скорость до 300 км/ч. Масса полезной нагрузки вертолёта составляет 2,5 тонны, дальность полёта — 460 км, практический потолок — 5,5 тыс. м, а крейсерская скорость — до 260 км/ч. Штатное вооружение вертолёта составляют управляемые и неуправляемые ракеты, в том числе противотанковые комплексы «Штурм-ВУ», оснащённые ракетами «Атака» с лазерным наведением, а также управляемые ракеты «Вихрь». Кроме того, вертолёт несёт авиационные бомбы и контейнеры с пушечным вооружением. На форуме «Армия-2021» был заключён контракт на поставку Минобороны 30 модернизированных вертолётов Ка-52М до 2023 года.
Су-57 — российский многофункциональный истребитель пятого поколения, предназначенный для уничтожения всех видов воздушных, наземных и надводных целей. Первый полёт совершил в 2010 году. Су-57 обладает высокой манёвренностью, новейшим комплексом бортового радиоэлектронного оборудования и малой заметностью. «Су-57 — это самолёт высокоинтеллектуальный, автоматизированный, в значительной степени это летающий искусственный интеллект, который решает за лётчика большое количество задач и позволяет ему сосредоточиться на боевых задачах, где человека пока заменить сложно», — так охарактеризовал машину генеральный директор ПАО «ОАК» Юрий Слюсарь. Машины успешно прошли «боевое крещение» в Сирии. До 2027 года в российские войска будет поставлено более 70 новых Су-57.
Checkmate — новейший российский лёгкий тактический однодвигательный истребитель. Машина принадлежит к пятому поколению. Она обладает малой заметностью, высокими лётно-техническими характеристиками. Самолёт оборудован совершенной авионикой и самыми вместительными в своём классе внутренними отсеками вооружений. Checkmate способен нести в малозаметной конфигурации до пяти ракет «воздух-воздух» различной дальности и другие авиационные средства поражения. В создании машины активно используются суперкомпьютерные технологии. Это позволило значительно сократить время, а также стоимость разработки и испытаний. Также Ростех представил и беспилотную модификацию истребителя. Планируется, что Checkmate будет конкурентом американского F-35. Создатели самолёта отмечают низкую стоимость лётного часа Checkmate: «Она будет в шесть-семь раз ниже, чем у F-35, и сравнима с Gripen NG». То есть от 4,5 до 8 тыс. долларов в зависимости от версии истребителя. Цена новейшего российского лёгкого тактического истребителя будет в пределах от 25 млн долларов до 30 млн долларов. Для сравнения французский Dassault Rafale и шведский Saab Gripen стоят в диапазоне от 60 млн долларов до 90 млн долларов.
Беспилотная техника — Ростех успешно продвигает на экспорт разведывательные и разведывательно-ударные беспилотные комплексы «Орлан-10Е» и «Орион-Э», БЛА-камикадзе «Куб-Э». В 2020 году Госкорпорация заявила о начале производства беспилотных конвертопланов совместно с российским стартапом — компанией Aeroxo. Беспилотные летательные аппараты компании ZALA AERO, входящей в Группу компаний «Калашников», помогают бороться с пожарами в лесах Приморья. Также дроны ZALA AERO активно применяются для поиска отделяющихся частей ракет-носителей, обнаружения лесных пожаров, а также видеомониторинга и аэрофотосъёмки в интересах крупнейших нефтегазовых компаний. Помимо того технологический партнёр Ростеха компания «Флай Дрон» разрабатывает некий аналог Uber для беспилотных летательных аппаратов. Платформа позволяет быстро найти исполнителя для любой задачи, требующей использования БПЛА.

### Новикомбанк
Новикомбанк — опорный банк Госкорпорации «Ростех». С момента своего основания в 1993 году организация активно поддерживает развитие высокотехнологичных отраслей российской промышленности. За время работы банк вошёл в число лидеров российского финансового сектора.
Новикомбанк входит в 25 крупнейших банков России. Предоставляет полный спектр банковских услуг во всех сегментах финансового рынка. Приоритетное направление деятельности — финансирование отечественных промышленных предприятий высокотехнологичных отраслей, авиации и автопрома. Является профессиональным участником рынка ценных бумаг и участником системы страхования вкладов.
По данным финансового портала Finversia, по итогам 2021 года Новикомбанк находится в двадцатке самых прибыльных банков, удерживая такие позиции на протяжении нескольких лет. Также Новикомбанк занял четырнадцатое место в рейтинге российских банков по размеру кредитного портфеля предприятиям. В списке самых прибыльных банков он находится на семнадцатой строке.

### Национальная служба санитарной авиации
В 2016 году в рамках поручения президента Владимира Путина был утверждён проект по оказанию экстренной медицинской помощи в труднодоступных регионах страны. Из госбюджета были выделены необходимые средства. Затем, в 2017-м, по инициативе Ростеха при участии Минздрава и Минпромторга был создан единый оператор воздушной скорой помощи — Национальная служба санитарной авиации (НССА).

НССА занимается выполнением авиационных работ с целью оказания медицинской помощи по единому стандарту в формате 24/7. Регионы получат право заключать контракты с НССА как с единым исполнителем, их стоимость рассчитает заказчик на основании общедоступной цены лётного часа.
«Основная задача службы — приходить на помощь там, где отсутствует возможность транспортировки тяжёлого пациента обычной каретой скорой помощи — в условиях бездорожья, в горах, на переполненной транспортной магистрали. НССА сегодня — это современные вертолёты, оснащенные по последнему слову медицинской техники, квалифицированные медики и высококлассные пилоты», — отмечает исполнительный директор госкорпорации Ростех Олег Евтушенко.
На данный момент НССА выполняет полёты в 36 регионах страны. В общей сложности, с момента старта проекта, выполнено 43,5 тысячи эвакуаций, спасены 59 тысяч пациентов. Среди пациентов, экстренно доставленных вертолётами НССА в медицинские учреждения, — 281 младенец в возрасте до года и 687 детей в возрасте от одного до семи лет. Количество вылетов выросло с 2,5 до 5 тысяч в год.
Общий парк НССА составляет 30 единиц авиатехники — 16 «Ансатов» и 14 Ми-8МТВ-1. Все машины подготовлены под оснащение медицинскими модулями для перевозки пациентов.
Манёвренный «Ансат» может садиться на площадки, подобранные с воздуха, в непосредственной близости от места происшествия. Эти машины отлично зарекомендовали себя в условиях городской застройки и в ситуациях, когда необходимо провести эвакуацию при ДТП прямо с трассы.
Для крупных регионов со множеством отдалённых районов и сложными природными условиями, где часто необходима экстренная помощь на месте, используется Ми-8. Это один из самых массовых и надёжных вертолётов в мире. Машина при наличии дополнительных медицинских модулей может взять на борт до четырёх тяжёлых лежачих больных или до 20 лёгких и в кратчайшие сроки доставить их на большие расстояния.
В ближайшее время Ростех и НССА планируют расширить парк санитарных вертолётов. В частности, до конца 2022 года планируется поставить в санавиацию 66 машин: 29 Ми-8МТВ-1 и 37 «Ансатов». Благодаря новой авиационной технике география программы Национальной службы санитарной авиации расширится практически на всю страну.

## Санкции
12 сентября 2014 года «Ростех» попал под секторальные санкции США с запретом всех транзакций и предоставлении финансирования сроком более 30 дней.
25 февраля 2022 года из-за вторжения России на Украину «Ростех» внесён в санкционный список всех стран Евросоюза. В феврале 2022 года банк попал под санкции Канады «за роль в содействии или поддержке неспровоцированного и неоправданного вторжения России в Украину».
28 июня 2022 года США ужесточили санкции в отношении Ростеха, в новый блокирующий санкционный список «против путинской военной машины» попал «Ростех», а также все его дочерние предприятия с долей более 50 процентов, даже если дочернее предприятие не числится в санкционном списке.
Также корпорация и 34 руководителя «Ростеха» включены в санкционный список Великобритании. По аналогичным основаниям «Ростех» находится в санкционных списках Швейцарии, Австралии, Японии, Украины и Новой Зеландии.

## Коррупция
Журналисты оппозиционных СМИ обвиняли руководство корпорации в коррупционных схемах, связанных с мусорной реформой, поставками хирургического и медицинского оборудования, разработке АКПП для АвтоВАЗа и т. п.
После публикации материала OCCRP о недвижимости в Испании, которая предположительно принадлежит родственникам и близким менеджеров корпорации и главы Ростеха Сергея Чемезова, последний прокомментировал статью OCCRP журналистам РБК (публикация была удалена, однако комментарий широко разошёлся по СМИ). Он назвал изложенное в ней домыслами. «Деятельность членов моей семьи осуществлялась в соответствии с законодательством России и не связана с активами и бизнесом госкорпорации. В расследовании имеют место некоторые реальные факты, которые авторы намеренно смешивают с домыслами и некорректными оценками», — подчеркнул Чемезов. «Я даже не стал ни отвечать, ни писать, ни звонить — зачем? Если ты начинаешь оправдываться, значит, ты в чём-то виноват», — комментировал он. Подобные публикации в Ростехе назвали фейком и частью кампании по дискредитации России.

## Экология
Дочерняя компания госкорпорации «РТ-Инвест» занимается созданием комплексной системы обращения с отходами, в рамках которой развивает промышленную сортировку, сбор тары через фандоматы, переработку и энергоутилизацию остаточных фракций.
По состоянию на осень 2023 года в Подмосковье действуют 4 комплекса по сжиганию отходов: КПО «Север» в Сергиево-Посадском округе, комплекс «Храброво» в Можайском округе, КПО «Юг» в Коломенском районе, КПО «Дон» в городском округе Кашира. Через сортировочные линии комплексов проходит 1,5 млн т отходов в год. Такой завод строится и в Казани.

## Социальная ответственность
Госкорпорация выступила в качестве партнёра программы «В кругу семьи» и Международного фестиваля театра и кино, состоялась презентация Русского просветительского парка. «Рособоронэкспорт» оказал поддержку в проведении благотворительного вечера в помощь пострадавшим от лихорадки Эбола. Предприятия Корпорации финансировали строительство детских садов, реализовывались проекты по медицинскому и санаторно-курортному обслуживанию работников корпорации, а также реализовывали целый ряд других социальных проектов.
В ходе реализации приоритетного национального проекта «Здоровье» корпорация построила девять федеральных центров высоких медицинских технологий. С 2010 года введены в эксплуатацию пять центров сердечно-сосудистой хирургии (Хабаровск, Красноярск, Челябинск, Пермь и Калининград), два — нейрохирургии (Тюмень и Новосибирск) и два — травматологии, ортопедии и эндопротезирования (Смоленск и Барнаул).
В рамках госпрограммы, призванной повысить уровень медицинской помощи новорождённым и женщинам в период беременности и после родов на национальном уровне, Ростех определён заказчиком проектирования, строительства, оснащения и ввода в эксплуатацию 15 перинатальных центров по всей стране. Общая стоимость программы строительства составила 36 млрд рублей. Финансирование осуществлялось за счёт средств региональных бюджетов и федерального Фонда обязательного медицинского страхования (ФОМС). На завершение строительства выделены также средства из антикризисного центра Ростеха в размере 1,7 млрд рублей. В 2018 году все объекты были введены в эксплуатацию.
Весной 2018 года в центре Тулы состоялось открытие творческого индустриального кластера «Октава» − культурно-образовательного центра, созданного на базе одноимённого действующего завода. Один из главных проектов «Октавы», Музей станка, − уникальная площадка не только для Тулы, но и для России. Это единственный в стране музей, где с помощью самых современных мультимедиа-технологий рассказывается об истории российской промышленности, о героях технологических революций. Среди проектов кластера − техническая библиотека, которая содержит более 3000 редких изданий, посвящённых дизайну, архитектуре, акустике, урбанистике и техническим достижениям. Кроме того, на «Октаве» работают лаборатория-мастерская «Фаблаб MAKER», бесплатная медиатека, регулярно проводятся выставки современного искусства и концерты актуальных групп.
В 2019 году масштабное наводнение лишило крова десятки тысяч жителей Иркутской области. Чтобы помочь потерявшим жильё, на средства, собранные сотрудниками Ростеха, организациями Госкорпорации и иркутским землячеством, в регионе построен современный посёлок. В рамках проекта возведено 32 двухквартирных дома и создана необходимая для проживания инфраструктура. В домах предусмотрены двух- и трёхкомнатные квартиры с приусадебными участками размером 6 соток. Строительство домов было завершено в январе 2020 года. Дома сданы «под ключ», с качественной отделкой, индивидуальным отоплением. Завод POZIS, входящий в структуру Ростеха, за свой счёт обеспечил жителей посёлка современной бытовой техникой собственного производства.
В сентябре 2020 года в Иркутске был открыт образовательный комплекс «Точка будущего», где вместе учатся обычные школьники и дети из приёмных семей. Инициатором создания первой в России бесплатной частной школы выступил бизнесмен и меценат Альберт Авдолян. Главой попечительского совета благотворительного фонда «Новый дом», управляющего проектом, является генеральный директор Ростеха Сергей Чемезов. Инфраструктуру проекта помимо школы с бассейном и административными зданиями составляют детский сад и коттеджный посёлок для многодетных семей с приёмными детьми. Образовательная среда в «Точке будущего» строится на принципах проектной работы и индивидуального подхода. В штате школы — более 100 специалистов, прошедших специальные курсы и отбор.

## Образовательная деятельность
Ростех сотрудничает с рядом учебных организаций по всей стране. В частности партнёрами госкорпорации являются:
- МГИМО (создание базовой (профильной) кафедры «Менеджмент в области ВТС и высоких технологий».);
- МГТУ им. Н. Э. Баумана (создание кафедры «Маркетинг высокотехнологичной продукции» стало одной из приоритетных задач сотрудничества Ростеха и университета);
- РЭУ им. Г. В. Плеханова (создание базовой (профильной) кафедры экономического анализа и корпоративного управления производством и экспортом высокотехнологичной продукции);
- МГУ им. М. В. Ломоносова (создание кафедры биоинженерии биологического факультета);
- РГТУ МАТИ им. К. Э. Циолковского (создание центра дополнительного профессионального образования (Центр ДПО));
- МГУПИ (сотрудничество с кафедрой коммерции и маркетинговых исследований);
- КНИТУ им. Туполева (КАИ) (КРЭТ и Казанский национальный исследовательский технический университет (ИРЭТ) заключили соглашение о сотрудничестве);
- СПбГПУ (сотрудничество с кафедрой «Механика и процессы управления» («кафедра Лурье»));
- НИЯУ МИФИ (создание филиала кафедры лазерной физики на факультете теоретической и экспериментальной физики);
- ИжГТУ им. М. Т. Калашникова (практически все факультеты ИжГТУ сотрудничают с предприятиями Ростеха, включая машиностроительный факультет, институт «Современные технологии машиностроения, автомобилестроения и металлургии», приборостроительный факультет, факультет «Информатика и вычислительная техника»);
- ГУУ (сотрудничество с кафедрой промышленного бизнеса, студенты кафедры имеют возможность проходить практику в организациях Ростеха);
- ДВФУ (Ростех заинтересован в сотрудничестве с вузом в области создания и промышленного производства стеклометаллокомпозита, разработанного специалистами ДВФУ, а также композиционных строительных материалов, вуз ведёт работу по вхождению в программы инновационного развития госкорпорации);
- МФТИ (на базе Высшей школы системного инжиниринга МФТИ холдинг «Авиационное оборудование» запустил новую магистерскую программу по направлению «Наукоёмкие технологии и экономика инноваций»);
- Байкальский государственный университет экономики и права (Ростех и БГУЭП совместно реализуют исследовательские проекты и совершенствуют образовательные программы);
- МАИ (одним из основных направлений сотрудничества Ростеха и МАИ является подготовка высококвалифицированных кадров для авиационной области деятельности госкорпорации);
- СевГУ (прорабатывается создание базовой кафедры «Инновационные телекоммуникационные технологии» и магистерской программы по направлению телекоммуникационных технологий будущих поколений).

С целью помочь сотрудникам предприятий Ростеха получать знания и навыки, которые необходимы для реализации стратегии госкорпорации, в сентябре 2017 года была организована Академия Ростеха. Это центр экспертизы госкорпорации в сфере развития человеческого капитала. Более 70 программ Академии рассчитаны на руководителей разных уровней, сотрудников инженерно-технических профессий и молодых специалистов. В постоянно меняющейся внешней среде от сотрудников требуется постоянное повышение управленческих компетенций, а также приобретение новых современных знаний и навыков. Академия Ростеха отличается от традиционных вузов синтезом обучения и практической работы по решению задач конкретных предприятий, а от традиционных тренинговых центров — системным подходом к развитию талантов.
В августе 2021 года Ростех открыл в Уфе свой первый производственно-учебный центр на базе предприятия ОДК-УМПО Объединённой двигателестроительной корпорации. Здесь будут ежегодно обучать порядка двух тысяч сотрудников, которые освоят сразу несколько смежных профессий в рамках одной специальности и получат приоритет при трудоустройстве на заводы компании. Особенность учебных курсов в том, что они строятся по дуальной системе: теоретические занятия займут около 30 % времени, а 70 % — практика. На учебном производстве будут решаться актуальные задачи, которые стоят перед ОДК-УМПО, связанные с выпуском продукции для двигателестроения. К занятиям сразу по нескольким направлениям уже в сентябре 2021 года приступил первый набор учащихся — 331 человек. Набор состоит в основном из студентов Уфимского машиностроительного колледжа и Уфимского авиационного техникума. С большинством из них будут заключены договоры на целевое обучение с последующим трудоустройством на ОДК-УМПО.
К апрелю 2024 года Ростех планировал создать учебно-производственный центр на базе Казанского вертолётного завода. В этот кластер войдут учебный центр, учреждения среднего специального и высшего образования — Казанский национальный исследовательский технический университет (КНИТУ-КАИ). Обучение будет проходить на английском языке.
Ростех сотрудничал с IT-колледжем «Сириус», открывшимся в 2021 году, в Сочи. «РТ-Информ», дочерняя компания госкорпорации, специализирующаяся на оказании услуг в области информационных технологий и информационной безопасности, предоставляла коллективу колледжа экспертные рекомендации в части формирования учебных программ, принимала участие в образовательном форуме для будущих абитуриентов и проведении профильных олимпиад.
В 2021 году Ростех запустил масштабный проект подготовки инженеров для авиационной отрасли — «Крылья Ростеха». Программа реализуется в партнёрстве с авиастроительными вузами и факультетами Москвы, Санкт-Петербурга, Уфы, Самары, Рыбинска, Казани, Улан-Удэ, Перми, Иркутска и Новосибирска. По ней учатся сотни человек, и набор будет расширяться. Учащиеся осваивают специальную программу с уклоном в конструкторские IT-компетенции. Они с первых шагов погружаются в жизнь конкретных предприятий, участвуют в реальных производственных проектах и на выходе готовы к работе. Среди компаний, задействованных в проекте «Крылья Ростеха», — крупнейшие авиастроительные холдинги: ОДК, ОАК, «Вертолёты России». Студенты с первого курса трудоустраиваются на предприятия, ежемесячно получают мотивационные выплаты в зависимости от успеваемости — от 20 до 50 тыс. рублей в Москве и от 10 до 25 тыс. рублей — в регионах. Кроме того, им полностью оплачивается обучение и гарантируется трудоустройство.

## Партнёрская деятельность
Вклад Ростеха в социально-экономическое развитие России — это не только участие в формировании доходной базы региональных и местных бюджетов, но и реализация целого комплекса социальных и благотворительных программ.
Кинофестиваль семейных и детских фильмов «В кругу семьи» проводится с 2006 года в разных городах России. Фестиваль поддерживается предприятиями Ростеха. Гендиректор Госкорпорации Сергей Чемезов входит в попечительский совет программы. Программа фестиваля не ограничивается только кинопоказами. Проводятся деловые круглые столы, мастер-классы, творческие встречи, показываются спектакли, выступают педагоги и психологи. Жюри, состоящее из кинодеятелей и актёров, награждает лучшие фильмы. Фестиваль объединяет разные возраста и способствует развитию и укреплению института семьи.
«Спасская башня» — крупнейший в мире фестиваль военных оркестров, который ежегодно с 2007 года собирает на Красной площади Москвы коллективы со всего мира. Это яркое зрелище длится несколько дней и обычно приурочено ко Дню города. Мероприятие входит в тройку самых известных военно-музыкальных фестивалей мира.
Международный фестиваль фейерверков «Ростех» проводится в Москве ежегодно с 2015 года. Организатором выступает дочерняя компания госкорпорации «Пиротехнические технологии», которая отвечает за фейерверки на крупнейших мероприятиях уровня Олимпиады в Сочи или празднования 70-летия Победы на Красной площади. Фестиваль обычно проходит в конце лета и длится два дня, во время которых команды-участницы из разных стран демонстрируют своё умение обращаться со стихией огня, выстраивая сложнейшие пиротехнические фигуры. В 2017 году международный фестиваль фейерверков «Ростех» был признан лучшим городским событием года.
Театральный фестиваль «Толстой» в Ясной Поляне проходит в Тульской области при поддержке Ростеха. Впервые он состоялся в 2016 году и имел большой успех. Фестиваль собирает театральные коллективы не только из России, но и из других стран. В 2019 году в Ясной Поляне показали свои постановки театры из Болгарии, Латвии и Абхазии. Спектакли проходят на нескольких сценах. В 2019 году фестиваль посетило около 9 тыс. гостей. «Толстой» обрёл статус главного летнего театрального события.
Семейный фестиваль «Ледовая Москва» проходит каждый год в новогодние каникулы на Поклонной горе при поддержке Ростеха. Скульпторы из России и других стран строят масштабные ледовые скульптуры и композиции, на которые ежегодно уходит более 2000 тонн специально привезённого озёрного льда. Каждый год фестиваль посвящается определённой теме. Ежегодно «Ледовую Москву» посещает более 1 млн человек.
Уральская индустриальная биеннале современного искусства. Ростех дважды выступил стратегическим партнёром мероприятия. В 2019 году биеннале была посвящена теме «Бессмертие». Одной из площадок основного проекта биеннале впервые стало действующее производство: выставка заняла два этажа корпуса оптического производства Уральского оптико-механического завода им. Э. С. Яламова, лидера оптической отрасли, входящего в контур холдинговой компании АО «Швабе».
Фестиваль «Звезды на Байкале» — ежегодный международный музыкальный фестиваль академической музыки в Иркутске. XIV фестиваль прошёл при поддержке Ростеха. Ярким событием стал и сольный благотворительный концерт Дениса Мацуева, который своим выступлением решил помочь пострадавшим от наводнения в Иркутской области.
Ростех выступил партнёром спектакля «Мастер и Маргарита» по роману Михаила Булгакова в постановке канадского режиссёра Робера Лепажа. Премьерные показы прошли на основной сцене Театра Наций в декабре 2021 года. Ко дню премьеры более десяти сайтов основных компаний Ростеха изменили внешний вид: на главных страницах появились мистические баннеры с цитатами из романа «Мастер и Маргарита».
Ростех − традиционный стратегический партнёр международной конференции «Цифровая индустрия промышленной России» (ЦИПР), проходящей в Иннополисе Республики Татарстан. Это первая в России конференция для глобального диалога и кооперации государства и бизнеса по вопросам развития цифровой экономики, цифровой трансформации промышленности, реализации национальной программы «Цифровая экономика Российской Федерации», развития российского высокотехнологичного экспорта и кибербезопасности. ЦИПР ежегодно собирает на своей площадке несколько тысяч гостей из крупнейших компаний и ведомств регионов РФ, а также представителей других стран. На конференции проводятся сессии по различным направлениям цифровой экономики, круглые столы, представляются новейшие разработки, подписываются крупные соглашения.

## Кадровая политика
Ростех уделяет значительное внимание решению социальных вопросов и развитию социальной инфраструктуры в интересах работников.
Жилищная программа госкорпорации, реализуемая с 2015 года, направлена на привлечение и удержание работников, обладающих необходимыми для Ростеха и его предприятий квалификациями и компетенциями, а также молодых специалистов, окончивших профильные вузы и средние (специальные) образовательные учреждения. Программа предусматривает компенсацию/субсидирование процентов или первоначального взноса по ипотечным кредитным договорам либо арендных и коммунальных платежей за арендуемую работниками недвижимость. Предусмотрены также оптимизация процентных ставок, предоставление работникам Корпорации более привлекательных условий по сравнению со стандартными банковскими предложениями.
Продолжается реорганизация негосударственных пенсионных фондов в контуре Ростеха, целью которой является создание объединённого негосударственного пенсионного фонда с общим объёмом активов в размере 12 млрд руб. Целевым ориентиром в рамках долгосрочной реализации корпоративной пенсионной программы корпорации является формирование механизма и условий пенсионного обеспечения, предоставляющего каждому работнику Ростеха возможность получения пенсии (совокупно государственная и корпоративная части) в размере 40 % от утраченного заработка.
Ростех уделяет внимание вовлечению предприятий по всей стране в программы ДМС, направленные на сохранение здоровья работников и предупреждение профессиональных заболеваний. Ведётся работа по расширению перечня и количества аккредитованных медицинских учреждений, по улучшению качества и доступности предоставляемых медицинских услуг.
Сотрудникам Ростеха предоставляется санаторно-курортное обслуживание с целью сохранения и укрепления здоровья, профилактики профессиональных заболеваний, создания надлежащих условий для полноценного отдыха и, как следствие, повышения мотивации, эффективности работы и в целом работоспособности персонала.
Социально-платежная карта на базе платёжной системы «МИР», будучи универсальным платёжным инструментом, позволяет обеспечивать реализацию социальных программ в интересах работников и членов их семей. Для работников предприятий Ростеха стали доступны высококлассные продукты и услуги, в том числе и бесплатные, предоставляемые Новикомбанком держателям этой карты.

## Спорт
Для Ростеха поддержка спорта — ключевой элемент социальной политики и корпоративной культуры. Ежегодно при участии госкорпорации и её предприятий проходят десятки спортивных состязаний. За свою историю Ростех поддержал множество мероприятий в области спорта и здорового образа жизни. Во-первых, это собственные спортивные инициативы, в которых участвуют сотрудники предприятий корпорации. А во-вторых, это поддержка сторонних мероприятий и сообществ разного масштаба: от небольших детских турниров до спортивных объединений, охватывающих всю страну. В 2021 году число сотрудников, систематически занимающихся спортом, выросло на 8,4 % по сравнению с прошлым годом и составило 21,4 % от общего числа. То есть каждый пятый сотрудник Ростеха так или иначе вовлечён в спортивную жизнь.
Среди наиболее значимых спортивных проектов Ростеха:
Возрождение Всероссийского физкультурно-спортивного общества «Трудовые резервы». Его основной задачей стало развитие корпоративного спорта. За прошедшие несколько лет движение стало глобальным и вышло на федеральный уровень, наращивая масштабы работы. В 2021 году в мероприятиях общества приняло участие более полумиллиона спортсменов.
Уникальным спортивным проектом Ростеха стала «Ударная десятка» − корпоративные соревнования по силе удара и боксу. В 2021 году пятый, юбилейный турнир охватил 43 города и свыше 30 тысяч участников, а гранд-финал сезона прошёл во Дворце спорта «Лужники» в Москве. За пять лет из внутрикорпоративного спортивного праздника «Ударная десятка» превратилась в общероссийское движение, которое поддерживают промышленные партнёры Ростеха и звезды бокса.
В качестве яркого примера многолетней дружбы на ниве спорта можно привести сотрудничество Ростеха и прославленной российской автогоночной команды «КАМАЗ-мастер». Благодаря поддержке Корпорации было создано два совершенно новых грузовика семейства К5 марки КАМАЗ, что способствовало успешному выступлению на международном ралли «Дакар» в 2021 году, где команда заняла четыре первых места, став 19-кратным чемпионом престижной гонки.
Ростех несколько лет оказывает поддержку в проведении Деминского лыжного марафона. Это один из социально значимых проектов Госкорпорации в Ярославской области, где находятся несколько крупных предприятий Ростеха. Дёминский марафон проходит на протяжении многих лет под Рыбинском и представляет Россию в престижной мировой серии Worldloppet, включающей в себя лучшие лыжные марафоны мира. В марафоне ежегодно принимают участие около трёх тысяч лыжников со всего мира.
За время сотрудничества с Ростехом тульский клуб «Арсенал» сделал большой шаг вперёд. В первый же год команда закрепилась в премьер-лиге, где и по сей день выступает на стабильно высоком уровне. Сезон 2018/19 стал для «оружейников» историческим: впервые в истории клуба команда заняла шестое место в чемпионате России и получил право сыграть в Лиге Европы. Корпорация помогает клубу выстроить современную систему менеджмента, маркетинговые коммуникации, совместно с областью и городом участвует в развитии инфраструктуры для поддержки спорта в регионе.